# خوسيه ماريا مارتينيز لوبيز
خوسيه ماريا مارتينيز لوبيز (بالإسبانية: José María Martínez López)‏ (22 سبتمبر 1942 في المغرب - ) هو مدرب كرة قدم ولاعب كرة قدم إسباني في مركز الوسط. لعب مع ريال سرقسطة وJerez Industrial CF ‏.

## وصلات خارجية
- خوسيه ماريا مارتينيز لوبيز على موقع قاعدة بيانات كرة القدم.إي يو (الإنجليزية)
- خوسيه ماريا مارتينيز لوبيز على موقع ناشيونال فوتبول تيمز (الإنجليزية)